# Polskie Requiem
Polskie Requiem – dzieło wokalno-instrumentalne polskiego kompozytora Krzysztofa Pendereckiego na chór mieszany, solistów oraz orkiestrę. Komponowane było w latach 1980-1984. Poszczególne części upamiętniają ważne postacie w historii Polski (stąd nazwa dzieła). Ze względu na swoją podniosłość i stosunkowo prosty charakter, utwór ten jest przykładem socrealizmu liturgicznego.
Muzyka została zgodnie z tradycją skomponowana do tekstów łacińskich, zaś w Recordare oraz Offertorium dopisany jest hymn Święty Boże w języku polskim. Światowa premiera utworu miała miejsce w Stuttgarcie 28 września 1984 r.

## Historia
W 1980 roku Penderecki otrzymał zlecenie od Solidarności na napisanie utworu, który uświetniłby ceremonię odsłonięcia pomnika upamiętniającego ofiary "wydarzeń grudniowych" w Stoczni Gdańskiej. Skomponował początkowo Lacrimosę dedykowaną Lechowi Wałęsie. W ciągu następnych lat dokomponował pozostałe części dzieła. Tak w 1981 napisał Agnus Dei ku pamięci kardynała Stefana Wyszyńskiego. W 1982 skomponował część Recordare z okazji beatyfikacji o. Maksymiliana Marii Kolbego. Dies Irae zadedykowane zostało ofiarom Powstania warszawskiego, zaś Libera Me upamiętnia ofiary Zbrodni Katyńskiej (Fragmenty Requiem zostały użyte w filmie Katyń Andrzeja Wajdy). 28 września 1984 r. miała miejsce światowa premiera pierwszej wersji dzieła w wyk. Orkiestry Symfonicznej Radia w Stuttgarcie, Chóru Opery Miejskiej Wirtembergii i Chóru Süddeutscher Rundfunk oraz solistów: Phyllis Bryn-Julson (sopran), Doris Soffel (mezzosopran), Ryszarda Karczykowskiego (tenor), Stafforda Deana (bas), pod batutą Mstisława Rostropowicza.
Kilka lat po premierze utworu, w 1993 Penderecki dodał część Sanctus do utworu, a następnie dokomponował Chaconne dedykowaną papieżowi Janowi Pawłowi II w 2005. 17 września tego roku w Katedrze św. Marii Magdaleny we Wrocławiu miała miejsce premiera dokończonego dzieła podczas festiwalu Wratislavia Cantans 2005 w wykonaniu Narodowej Orkiestry Symfonicznej Polskiego Radia, zespołu Camerata Silesia, oraz solistów: Izabeli Kłosińskiej (sopran), Jadwigi Rappé (mezzosopran), Adama Zdunikowskiego (tenor), Piotra Nowackiego (bas) pod batutą samego kompozytora.

## Obsada
Utwór przeznaczony jest na chór mieszany; solistów: sopran, mezzosopran, tenor, bas; wielką orkiestrę symfoniczną w której skład wchodzą: dwa flety, flet piccolo, trzy oboje, trzy klarnety B, klarnet basowy, trzy fagoty, kontrafagot, sześć rogów F, cztery trąbki C, cztery puzony, tuba, sekcja perkusji: kotły, tom-tomy talerze, tam-tamy, bębny, dzwony rurowe, dzwonki mszalne, dzwon kościelny, bat, dzwonki, wibrafon, ksylofon; kwintet smyczkowy.

## Budowa utworu
Finalna wersja utworu składa się z siedemnastu części:
- I Introitus – chór
- II Kyrie – soliści, chór
- Sekwencja Dies irae
  - III Dies irae – chór
  - IV Tuba mirum – bas, chór
  - V Mors stupedit – mezzosopran, chór
  - VI Quid sum miser – chór
  - VII Rex tremendae – bas, chór
  - VIII Recordare Jesu pie – soliści, chór
  - IX Ingemisco tanquam reus – soliści, chór
  - X Lacrimosa – sopran, chór żeński
- XI Sanctus – mezzosopran, chór, Benedictus – tenor, chór
- XII Ciaccona - orkiestra
- XIII Agnus Dei – chór a cappella
- XIV Communion Lux aeterna – chór
- XV Libera me, Domine – sopran, soliści, chór
- XVI Offertorium Święty Boże, święty mocny – soliści, chór
- XVII Finale Libera animas – soliści, chór